# Bitwa pod Dun Nechain
Bitwa pod Dúin Nechaín (walijskie: Linn Garan) – starcie zbrojne, które miało miejsce 20 maja 685 r. w rejonie Forfar w szkockim hrabstwie Angus. Bitwa pomiędzy siłami Królestwa Nortumbrii a Piktami zakończyła się klęską Anglosasów i znaczną utratą ich wpływów w Północnej Brytanii.
Źródeł na temat bitwy jest niewiele. Jednym z najważniejszych zachowanych opisów starcia jest relacja Bedy Czcigodnego z VIII wieku.
W VI wieku władcy Nortumbrii stopniowo zwiększali swoje wpływy w Brytanii, rozciągając swoją władzę na północ kraju. W roku 638 zajęli m.in. Edynburg odebrany Gododinom. Kolejne 30 lat upłynęło na rozszerzaniu wpływów Nortumbrii na ziemie Królestw Strathclydye oraz Dalriady a także należącym do Piktów Fortriu.
W roku 685 król Nortumbrii Egfryt najechał ziemie Piktów, w odpowiedzi na ich wcześniejsze najazdy rabunkowe na ziemie Brytanii. Do decydującego starcia doszło dnia 20 maja w rejonie Dunnichen (Dúin Nechaín). Z opisu bitwy wiadomo, że w pewnym momencie Piktowie upozorowali odwrót, pociągając za sobą przeciwnika w kierunku bagien nieopodal Dunnichen, gdzie wojska Nortumbrii wpadły w pułapkę. Król piktyjski Bridei III miał własnoręcznie zabić Egfryta, a Piktowie, dziesiątkując jego wojska wzięli wielu jeńców. Po klęsce pod Dunnichen, Nortumbria już nigdy nie odzyskała wpływów na ziemiach Piktów.